# Arnaud Berquin

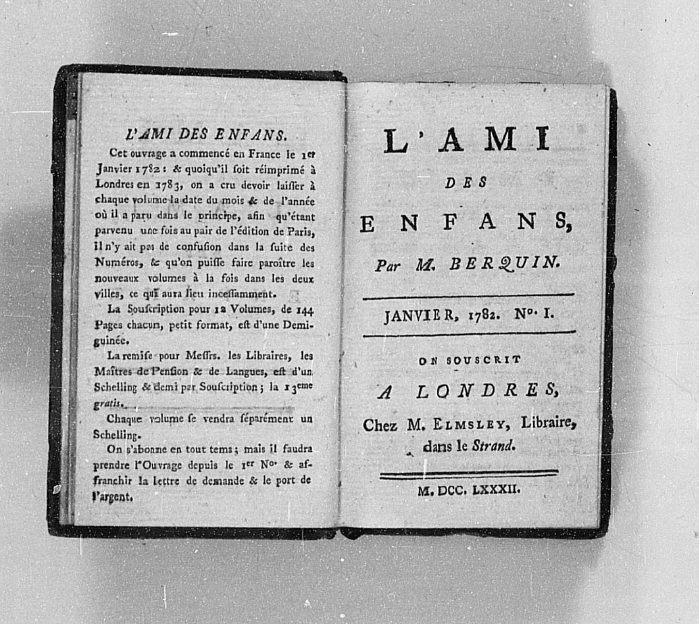
Titelseite des L’Ami des Enfans (1782)

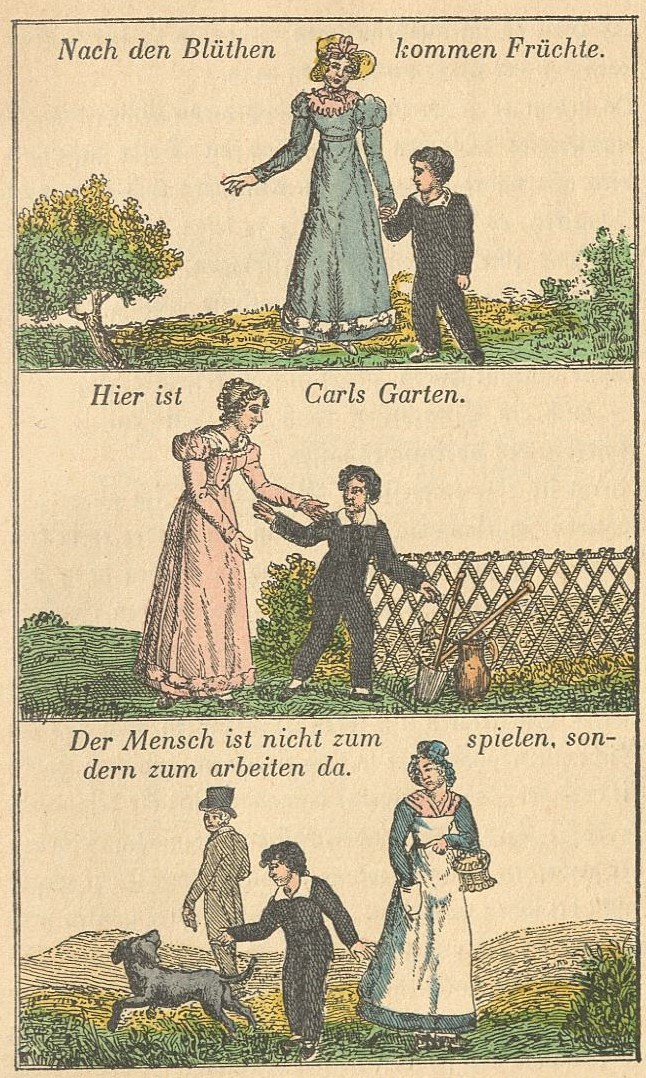
Illustration in: Friedrich Atzerodt: Kleine Geschichten und Gespräche für Kinder (1830). Übersetzung von Historiettes et conversations (1822)

Arnaud Berquin (* September 1747; † 21. Dezember 1791) war ein französischer Kinder- und Jugendbuchautor.
Sein berühmtestes Werk ist sein L’Ami des Enfants (1782–83).

## Werkausgabe
Berquin, Arnaud: Œuvres. Nouvelle Édition, ornée de gravures, revue par un ancien professeur
Paris, Nepveu, 1825 (20 Bände).
- Band I: L’Ami des enfans.
- Band II: L’Ami des enfans.
- Band III: L’Ami des enfans.
- Band IV: L’Ami des enfans.
- Band V: L’Ami des enfans.
- Band VI: L’Ami des enfans.
- Band VII: L‘Ami des enfans.
- Band VIII: L’Ami des enfans.
- Band IX: Le livre de famille.
- Band X: Bibliothèque des villages I.
- Band XI: Bibliothèque des villages II.
- Band XII: Introduction familière à la connaissance de la nature.
- Band XIII: Choix de lecture I.
- Band XIV: Choix de lecture II.
- Band XV: Idylles.
- Band XVI: Sandford et Merton I.
- Band XVII: Sandford et Merton II.
- Band XVIII: Le Petit Grandisson.
- Band XIX: Historiettes I.
- Band XX: Historiettes II.